# Асланов, Агаяр Хубияр оглы
Агаяр Хубияр оглы Асланов (азерб. Ağayar Xubyar oğlu Aslanov; род. 1931, Шилавенгя, Астрахан-Базарский район) — советский азербайджанский хлебороб. Герой Социалистического Труда (1950).

## Биография
Родился в 1931 году в селе Шилавенгя Астрахан-Базарского района Азербайджанской ССР.
С 1946 года — тракторист Астрахан-Базарской машинно-тракторной станции. С 1956 года — бригадир тракторной бригады колхоза имени Ази Асланова Астрахан-Базарского района Азербайджанской ССР. В 1949 году получил в обслуживаемых колхозах урожай пшеницы 22,6 центнера с гектара на площади 200 гектаров.
Указом Президиума Верховного Совета СССР от 17 августа 1950 года за получение высоких урожаев пшеницы в 1949 году Асланову Агаяру Хубияр оглы присвоено звание Героя Социалистического Труда с вручением ордена Ленина и золотой медали «Серп и Молот».
Активно участвовал в общественной жизни Азербайджана. Член КПСС с 1954 года. Депутат Совета Национальностей Верховного Совета СССР 5-го созыва (1958—1962).